# Schmiede Oberneuland
Die Schmiede Oberneuland mit Wohnhaus befindet sich in Bremen, Stadtteil Oberneuland, Oberneulander Heerstraße 72. Die Häuser wurden 1862/63 nach Plänen von Wilhelm Kaars gebaut. Sie stehen seit 1996 unter Bremer Denkmalschutz.

## Geschichte
Das eingeschossige, verklinkerte Fachwerkhaus der Schmiede mit einem Satteldach und Verbretterung im Giebeldreieck sowie das eingeschossige, verputzte, spätklassizistische Wohnhaus von 1863 mit einem kleinen seitlichen Anbau und einem in den Torbogen später eingefügten Eingang wurden in der Epoche des Historismus für den Schmiedmeister Wilhelm Kaars nach eigenen Plänen gebaut. 
Heute (2018) werden die Gebäude zum Wohnen sowie als Schlosserei und Schmiede genutzt.

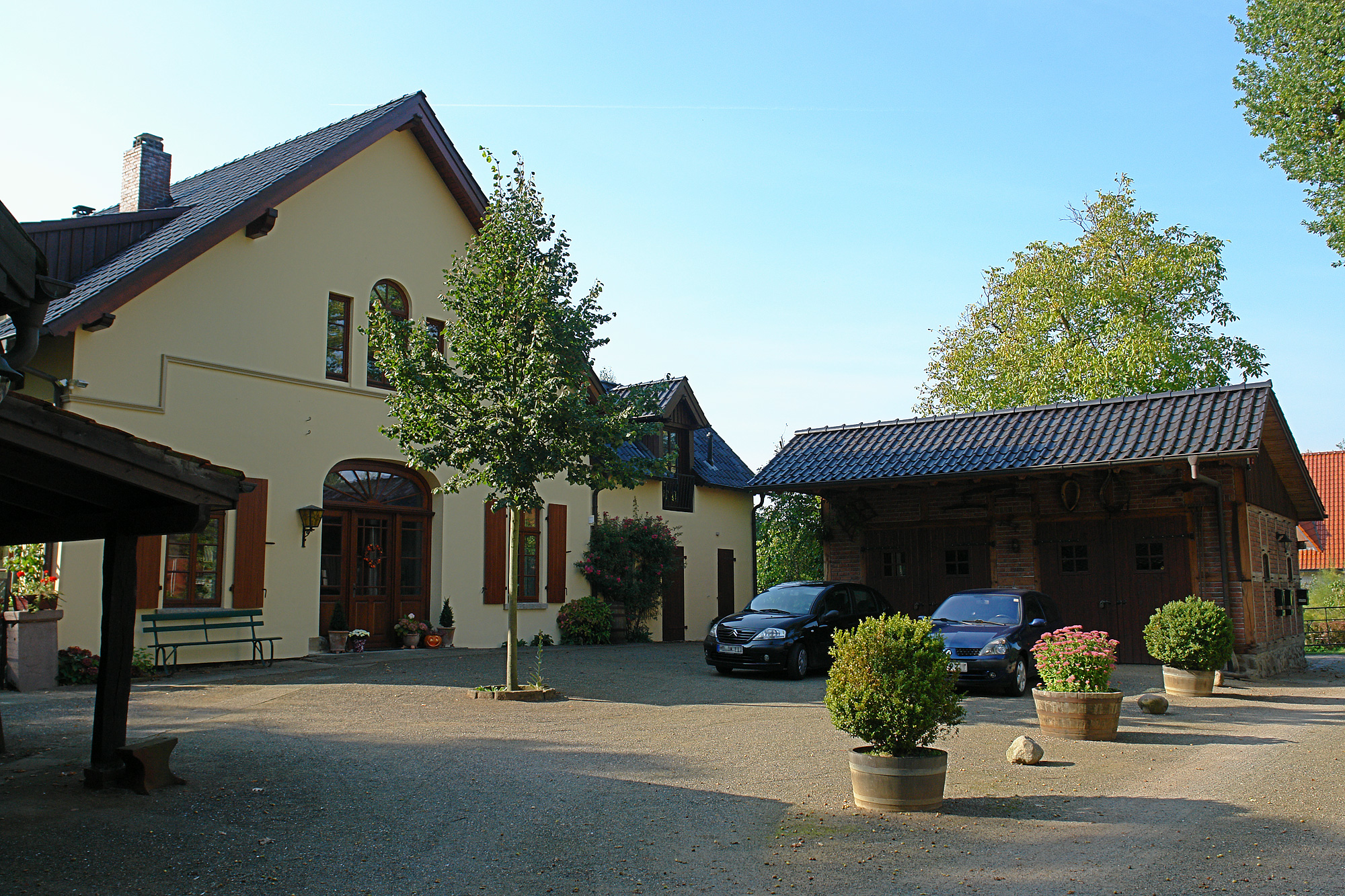
Wohnhaus
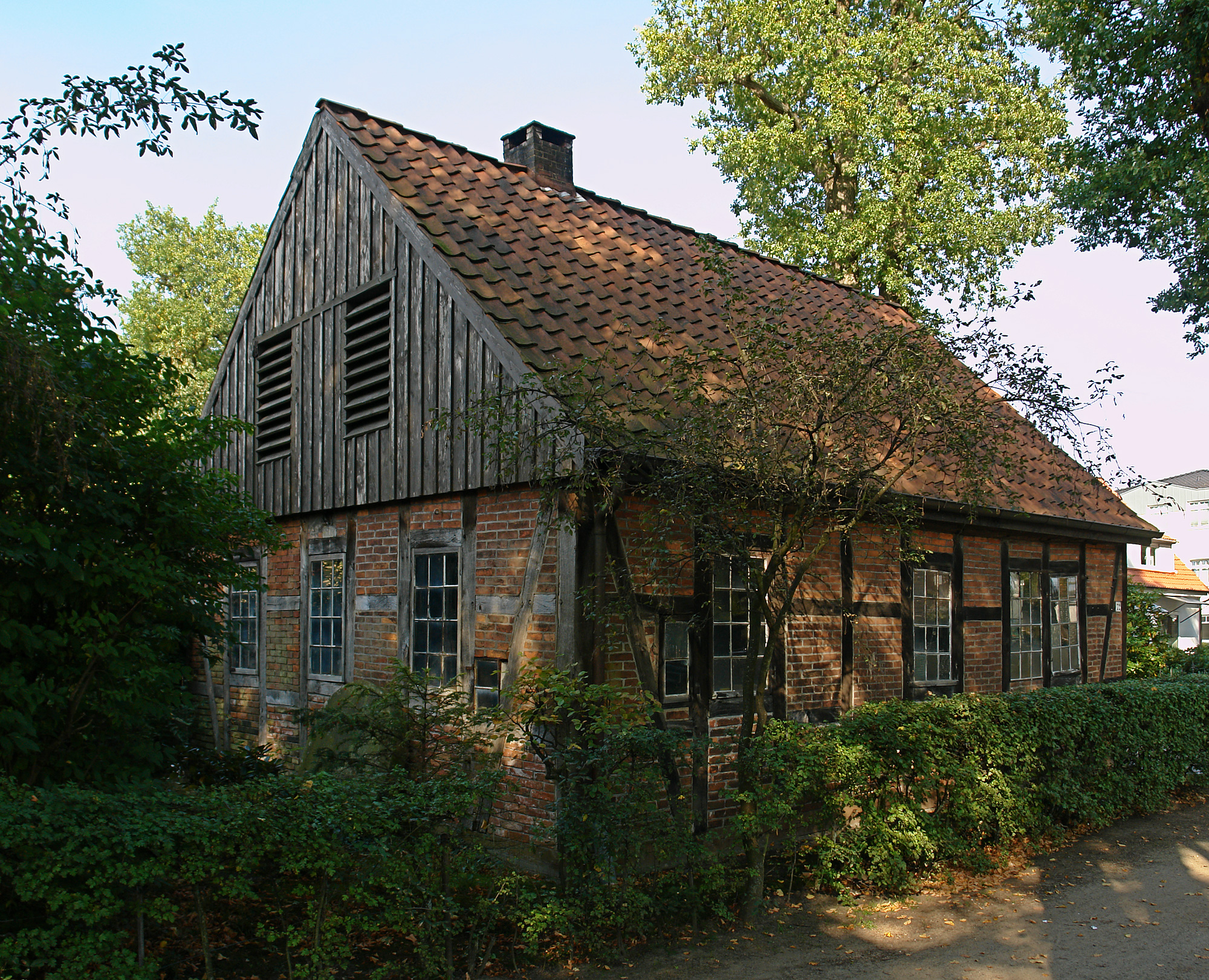
Schmiede